# Segarra (Uruguai)
|  | Aquest article tracta sobre l'entitat de població de l'Uruguai. Vegeu-ne altres significats a «Segarra (desambiguació)». |

Segarra (en castellà i oficialment Poblado Segarra) és una entitat de població de l'Uruguai, ubicada al centre del departament de Rivera.
Es troba a 167 metres sobre el nivell del mar. Té una població aproximada de 100 habitants.